# Christl Mardayn
Christl Mardayn, eigentlich Anna Christina Mardayn, manchmal auch Christiane Mardayne (* 8. Dezember 1896 in Wien, Österreich-Ungarn; † 24. Juli 1971 ebenda) war eine österreichische Schauspielerin und Opern- und Operettensängerin (Sopran).

## Leben
Anna Christina Maria Mardein war die Tochter des Sparkassenbeamten Oskar Maria Mardein und seiner Ehefrau Henriette geb. Fusek. Nach der Matura studierte sie an der Akademie für Musik und darstellende Kunst in Wien Klavier, Tanz und Gesang.
1920 feierte sie ihr Bühnendebüt anstelle einer erkrankten Soubrette in Die toten Augen von Eugen d’Albert. Als Christl Mardayn erhielt sie daraufhin einen festen Vertrag der Wiener Volksoper. Sie sang den Cherubin in Le nozze di Figaro, Lola in Cavalleria rusticana, Sieglinde in Die Walküre und etwa hundertmal brillierte sie in der Titelrolle von Franz von Suppès Operette Die schöne Galathée.
1921 wirkte die Soubrette am Raimundtheater und ging 1922 ans Carltheater. Sie sang hier bei Uraufführungen von Operetten wie Die Bajadere von Emmerich Kálmán, Der Libellentanz von Franz Lehár und Die Frau im Hermelin von Jean Gilbert. Tourneen führten sie ans Künstlertheater Berlin, das Corso-Theater Zürich und das Staatstheater Hannover. Sie verkörperte hier die Titelrollen  in Madame sans Gêne von Victorien Sardou oder Mirandolina nach Bohuslav Martinů. Weitere Gastspiele führten sie in die Tschechoslowakei, nach Ungarn und nach Schweden.
In den 1930er Jahren wandelte sich Christl Mardayn allmählich zur Theaterschauspielerin, und zwar zunehmend in Sprechrollen. 1932 erhielt sie ein Engagement am Theater in der Josefstadt und trat ab 1934 am Deutschen Volkstheater auf. Sie spielte vor allem Komödien nach George Bernard Shaw und Moliere sowie Boulevardstücke.
Mit dem Aufkommen des Tonfilms erhielt Christl Mardayn, die seit 1929 mit dem Schauspieler Hans Thimig verheiratet war, auch Filmrollen. Oft lieferte sie dabei Gesangseinlagen. In der Operettenverfilmung Im weißen Rößl (1936) ist sie die Wirtin, und in der französischen Produktion Le drame de Shanghaï mit Regisseur Georg Wilhelm Pabst (1938) bekam die sprachgewandte Aktrice eine Hauptrolle als Revuesängerin Kay Murphy. Der „Anschluss“ Österreichs im selben Jahr beendete jedoch ihre Hoffnungen auf eine internationale Filmkarriere.
Von 1939 bis 1943 war sie Ensemblemitglied am Theater in der Josefstadt und des Deutschen Theaters in Berlin. Sie stand 1944 in der Gottbegnadeten-Liste des Reichsministeriums für Volksaufklärung und Propaganda.
Auch nach dem Krieg spielte Christl Mardayn, inzwischen mit dem Kaufmann Paul Mühlbacher verheiratet, hauptsächlich an Wiener Bühnen. Das deutsch-österreichische Kino der 1950er Jahre setzte sie nur noch relativ selten ein.
Am 18. Mai 1957 wurde ihr das Goldene Ehrenzeichen für Verdienste um die Republik Österreich, am 21. März 1962 der Titel Professor verliehen. Sie unterrichtete am Konservatorium Wien und bis zu ihrer Pensionierung an der Wiener Musikakademie. Christl Mardayn starb am 24. Juli 1971 an Herzversagen.

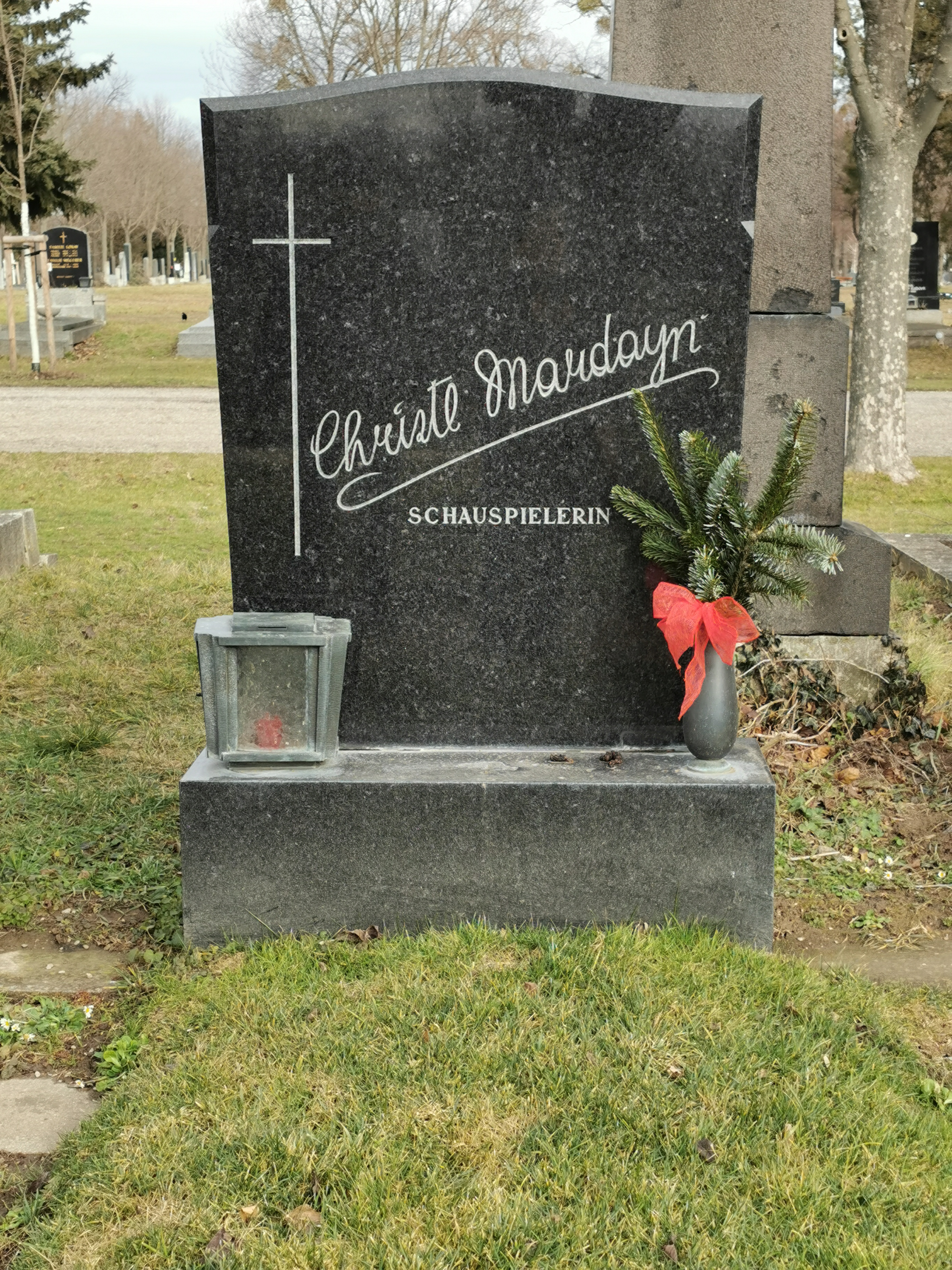
Grabstätte

Sie erhielt ein ehrenhalber gewidmetes Grab auf dem Wiener Zentralfriedhof (Gruppe 40, Nummer 28).

## Filmografie
- 1932: Der Stolz der 3. Kompanie
- 1934: Der junge Baron Neuhaus
- 1935: … nur ein Komödiant
- 1935: Im weißen Rößl
- 1936: Romanze / Die Frau des anderen
- 1938: Le drame de Shanghaï
- 1939: Der Florentiner Hut
- 1939: Menschen vom Varieté
- 1939: Eine kleine Nachtmusik
- 1943: Gabriele Dambrone
- 1943: Romantische Brautfahrt
- 1944: Es fing so harmlos an
- 1944/47: Umwege zu Dir
- 1944/49: Wie ein Dieb in der Nacht
- 1950: Erzherzog Johanns große Liebe
- 1951: Rausch einer Nacht
- 1951: Das seltsame Leben des Herrn Bruggs
- 1952: Frühlingsstimmen
- 1953: Tingeltangel (Praterherzen)
- 1953: Der letzte Walzer
- 1954: Wiener Herzen (Der Komödiant von Wien)
- 1954: Mädchenjahre einer Königin
- 1955: Ja, so ist das mit der Liebe
- 1955: Bel Ami
- 1957: Immer wenn der Tag beginnt